# Edmond de Goncourt

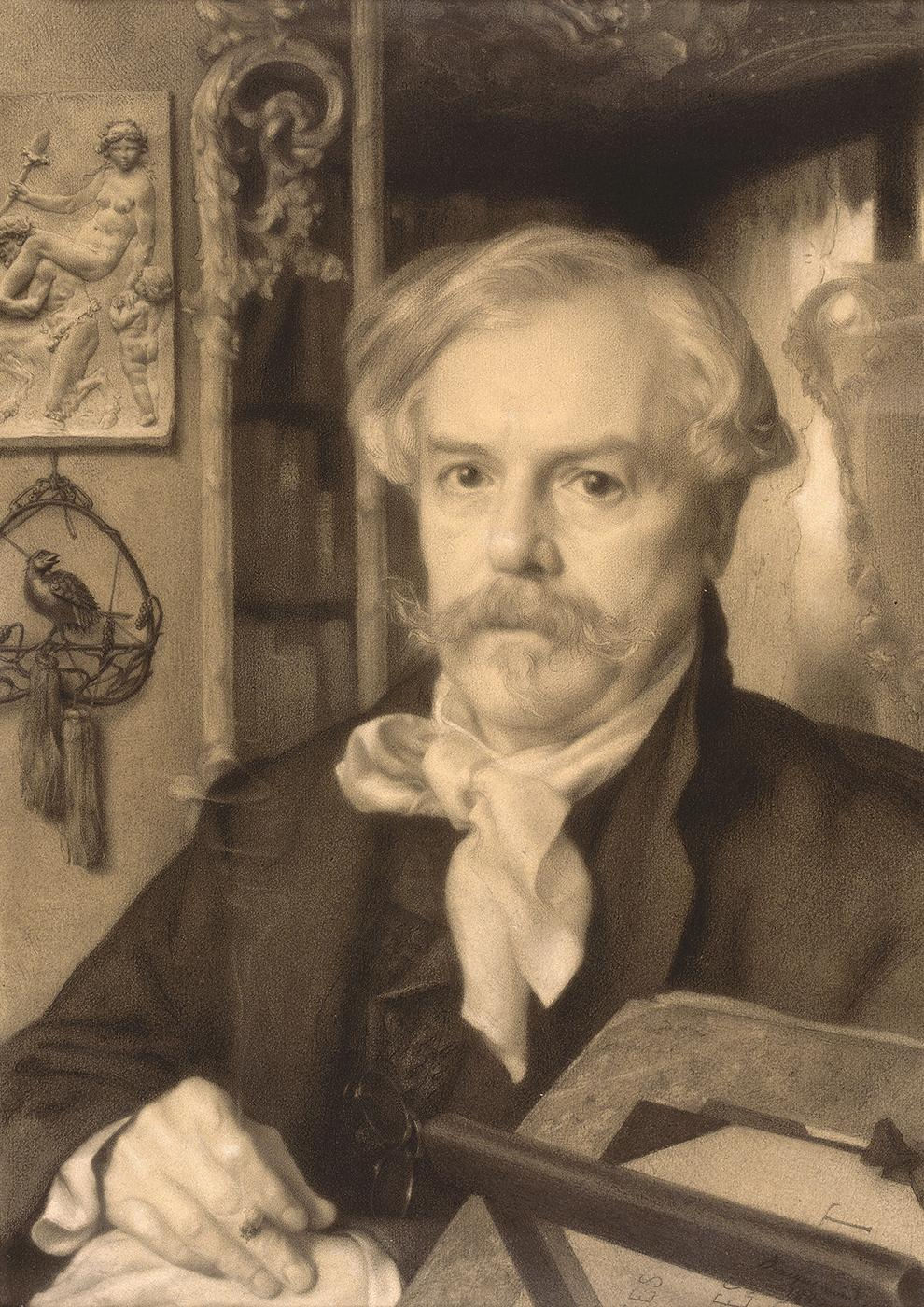
Edmond Louis Antoine Huot de Goncourt

Edmond Louis Antoine Huot de Goncourt (n. 26 mai 1822, Nancy, Restaurația franceză – d. 16 iulie 1896, Maison d'Alphonse Daudet⁠(d), Seine-et-Oise, Franța) a fost un scriitor, critic literar, critic de artă și publicist francez, precum și fondatorul Academiei Goncourt.
Fratele său, Jules de Goncourt, a fost la rându-i un valoros scriitor.

## Scrieri

### Împreună cu Jules de Goncourt
- 1861: Sora Filomena ("Sœur Philomène")
- 1864: Renée Mauperin
- 1865: Germinie Lacerteux, prototip al romanului naturalist
- 1867: Manette Salomon, o adevărată incursiune în lumea picturii
- 1869: Madame Gervaisais